# داموس (بلنسية)
داموس (بالإسبانية: Daimuz)‏ هي بلدية صغيرة في الصخور في منطقة بلنسية بالقرب من البحر الأبيض المتوسط في إسبانيا. يبلغ عدد سكانها حوالي 2200 نسمة في الشتاء وحوالي 20000 نسمة في الصيف.